# NHK掛川原谷テレビ中継局
NHK掛川原谷テレビ中継局（エヌエイチケイかけがわはらのやテレビちゅうけいきょく）は、静岡県掛川市に置かれているテレビ中継局。

## 所在地
- 掛川市本郷（上新田）[1][2]

## 中継局概要

### デジタルテレビ放送
| リモコン 番号 | 放送局名     | チャンネル 番号 | 空中線 電力 | ERP   | 偏波面   | 放送対象地域 | 放送区域 内世帯数 | 運用開始日    |
| ------------- | ------------ | --------------- | ----------- | ----- | -------- | ------------ | ----------------- | ------------- |
| 1             | NHK静岡 総合 | 27              | 50mW        | 200mW | 水平偏波 | 静岡県       | 約1,200世帯       | 2010年12月2日 |
| 2             | NHK静岡 教育 | 31              | 50mW        | 200mW | 水平偏波 | 全国         | 約1,200世帯       | 2010年12月2日 |

#### 放送エリア
- 掛川市の一部[4][5]

#### 歴史
- 2010年
  - 10月28日 - 予備免許交付[4]
  - 11月1日 - 試験放送開始
  - 11月25日 - 本免許交付[5]
  - 12月2日 - 本放送開始[3][1]

### アナログテレビ放送
| チャンネル 番号 | 放送局名     | 空中線 電力       | ERP                 | 偏波面   | 放送対象地域 | 放送区域 内世帯数 | 運用開始日 | 放送終了日    |
| --------------- | ------------ | ----------------- | ------------------- | -------- | ------------ | ----------------- | ---------- | ------------- |
| 49              | NHK静岡 教育 | 映像1W/ 音声250mW | 映像4.3W/ 音声1.05W | 水平偏波 | 全国         | 約-世帯           | -          | 2011年7月24日 |
| 51              | NHK静岡 総合 | 映像1W/ 音声250mW | 映像4.3W/ 音声1.05W | 水平偏波 | 静岡県       | 約-世帯           | -          | 2011年7月24日 |

- 全局2011年7月24日の正午をもって放送終了し、デジタルテレビ放送に完全移行した。